# Vlaams Tram- en Autobusmuseum

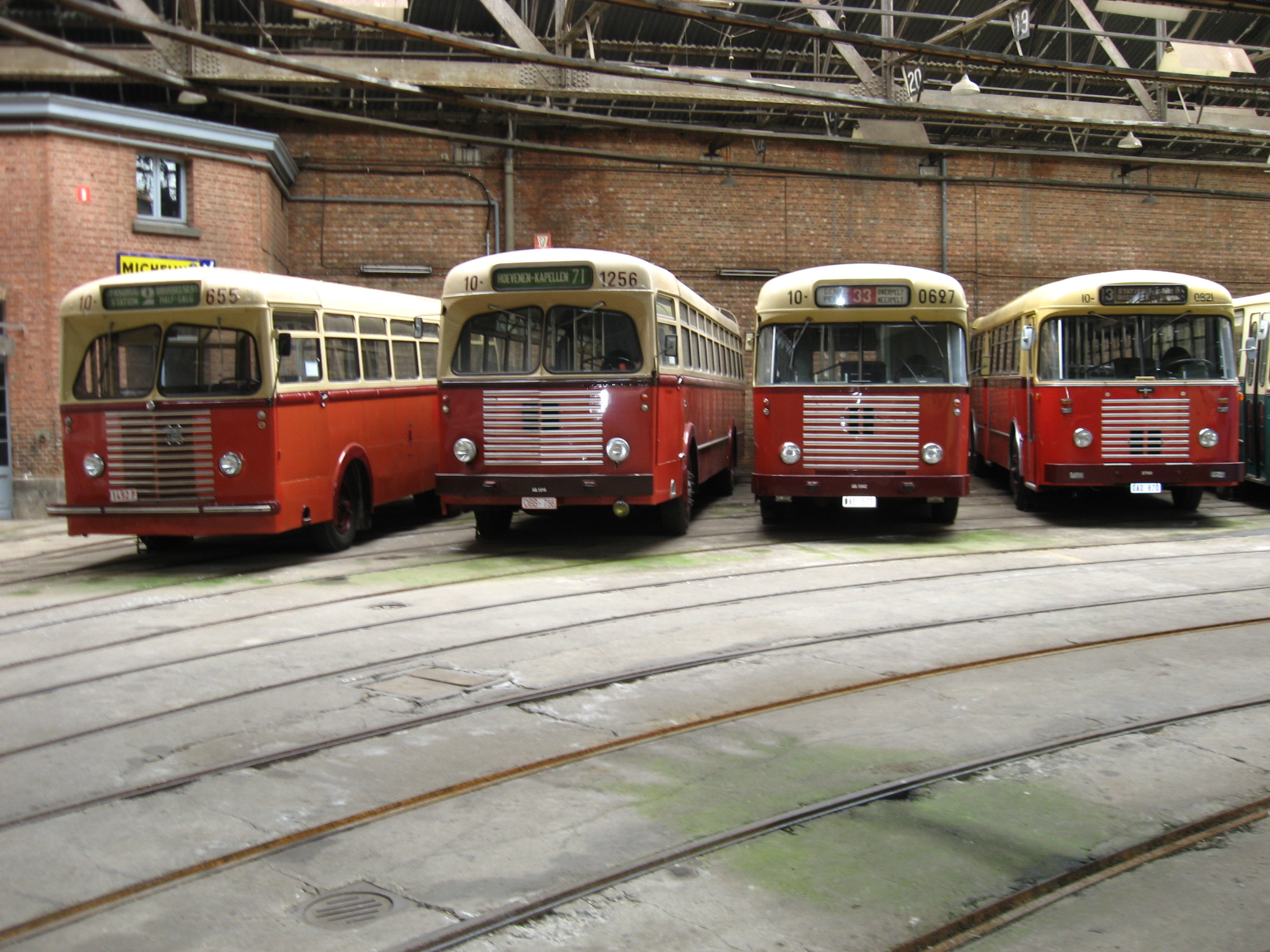
Quelques bus de la Société nationale des chemins de fer vicinaux.

Le Musée Flamand des Trams et Autobus (en Néerlandais : Vlaams Tram- en Autobusmuseum - VlaTAM) est un musée opéré par une asbl pour le compte de l'opérateur de transport De Lijn afin d'exposer les collections de matériel historique de ce dernier (et des compagnies qui l'ont précédé, comme l'anversoise MIVA - Maatschappij voor het Intercommunaal Vervoer te Antwerpen (nl)). Le musée est situé à Berchem dans l'ancien dépôt "Groenenhoek", situé au 42 de la Diksmuidelaan et qui avait été construit en 1912 pour les besoins de l'exploitation de cette société. Le bâtiment classé a été utilisé jusqu'en 1997, puis a fait l'objet d'une rénovation en profondeur ayant donné lieu à une réouverture du musée en 2019.

## Heures d 'ouverture
Le musée est ouvert les samedis, dimanches et jours fériés de 13h00 à 16h30, de mi-avril à mi-octobre. Il est accessible aux personnes à mobilité réduite.

## Les collections
Le musée est consacré à l'histoire des transports publics en Belgique (et en particulier en Flandre) en général et à Anvers en particulier.
La collection de matériel roulant en constitue l'attrait principal, notamment le fourgon à bagage B.2227 de la SNCV, construit en 1899, qui en constitue l'engin le plus ancien. D'autres raretés, comme un tramway ouvert du réseau de Gand, construit en 1908, une locomotive à vapeur de 1915 ou le seul gyrobus (autobus mu par l'énergie d'un volant d'inertie) survivant au monde. La collection comporte au total 75 tramways et bus.
Outre les véhicules, le musée possède une vaste collection d'accessoires, uniformes de service, matériel spécifique et autre.
Les listes suivantes ne sont pas exhaustives et devront être complétées ou actualisées au fil du temps (dernière actualisation en juillet 2024) :

### Locomotive à vapeur
| Matricule    | Constructeur et date           | Informations techniques | État actuel                          | Photo |
| ------------ | ------------------------------ | --- | ------------------------------------ | ----- |
| SNCV HL.1000 | J.J. Gilain, (Tirlemont), 1915 | - Locomotive à vapeur Vicinal de type 18 (030T) à voie métrique. - Mise hors service en 1962 - Acquise en 1985 - Surnom : Albert - 6,4 m, 18 t (22 t en ordre de marche), vitesse maximum : 30 km/h. - Timbre chaudière : 12,4 kg/cm² - Capacité de la soute à charbon : 520 kg - Capacité de la soute à eau : 2 000 L (2 m3). - Actuellement mise en prêt par le TAA. | Hors service (exposée statiquement). |       |

### Autorail diesel
| Matricule | Constructeur et date          | Informations techniques                                                           | État actuel                         | Photo |
| --------- | ----------------------------- | --------------------------------------------------------------------------------- | ----------------------------------- | ----- |
| AR.40     | Constructeur et date inconnus | - 00 m, 00 t, vitesse maximum : 00 km/h. - Capacité du réservoir à gazole : 000 L | Hors service (exposé statiquement). |       |

### Motrices électriques à deux essieux et à bogies
| Matricule                 | Constructeur et date                                                          | Informations techniques                                                                      | État actuel    | Photo |
| ------------------------- | ----------------------------------------------------------------------------- | -------------------------------------------------------------------------------------------- | -------------- | ----- |
| 200                       | Ateliers Franco-Belge (La Croyère), 1899                                      | - 00 m, 6,6 t, vitesse maximum : 00 km/h. - 16 places assises.                               | Opérationnelle |       |
| 305                       | Ateliers Métallurgiques de Nivelles, 1902                                     | - 00 m, 11,8 t, vitesse maximum : 00 km/h. - 16 places assises. - Mis hors service en 1947.  | Opérationnelle |       |
| 5351                      | Ateliers Métallurgiques de Nivelles, 1903                                     | - 00 m, 10 t, vitesse maximum : 00 km/h. - 11 places assises. - Mis hors service en 1974/75. | Opérationnelle |       |
| 6451                      | Compagnie Générale des Tramways d’Anvers (CGTA), 1905-1913                    | - 00 m, 11,8 t, vitesse maximum : 00 km/h. - 9 places assises. - Mis hors service en 1975.   | Opérationnelle |       |
| 7386                      | Compagnie Générale des Tramways d’Anvers (CGTA), 1908                         | - 00 m, 14,5 t, vitesse maximum : 00 km/h. - 17 places assises. - Mis hors service en 1975.  | Opérationnelle |       |
| 181                       | Tramways d’Anvers (TA) - Antwerpsche Tramwegen, 1937-1946                     | - 00 m, 11,2 t, vitesse maximum : 00 km/h. - 16 places assises. - Mis hors service en 1975.  | Opérationnelle |       |
| 8821 (voiture de service) | Compagnie Générale des Tramways d’Anvers (CGTA) dans son propre atelier, 1913 | - 00 m, 00 t, vitesse maximum : 00 km/h.                                                     | Opérationnelle |       |
| 8826 (voiture de service) | La Métallurgique - Ateliers de Nivelles, 1902                                 | - 00 m, 11,8 t, vitesse maximum : 00 km/h.                                                   | Opérationnelle |       |
| 10994-10298               | Baume et Marpent, 1920                                                        | - 00 m, 25,5 t, vitesse maximum : 00 km/h. - Mis hors service en 1960.                       |                |       |
| 316-330                   | Ateliers métallurgiques de Nivelles, 1929                                     | - 00 m, 11 t, vitesse maximum : 00 km/h. - Mis hors service en 1974.                         |                |       |
| 201-219                   | Ateliers métallurgiques de Nivelles, 1908                                     | - 00 m, 00 t, vitesse maximum : 00 km/h. - Mis hors service en 1974.                         | Opérationnelle |       |
| 201-230 & 251-370         | Ateliers métallurgiques de Nivelles, 1902                                     | - 00 m, 11,8 t, vitesse maximum : 00 km/h. - Mis hors service en 1993.                       |                |       |
| 472-491                   | Compagnie Générale des Tramways d’Anvers (CGTA), 1914-18                      | - 00 m, 10 t, vitesse maximum : 00 km/h. - Mis hors service en 1966.                         |                |       |
| 4408                      | Constructeur inconnu, 1904                                                    | - 00 m, 00 t, vitesse maximum : 00 km/h. - Mis hors service en 1975.                         |                |       |
| 4417                      | Compagnie Générale des Tramways d’Anvers (CGTA), 1905                         | - 00 m, 00 t, vitesse maximum : 00 km/h.                                                     |                |       |
| 6451                      | Constructeur et date inconnus                                                 | - 00 m, 00 t, vitesse maximum : 00 km/h. - Mis hors service en 1975.                         | Opérationnelle |       |
| 9994                      | SA Dyle & Bacalan - Kessel-Lo, 1931                                           | - 00 m, 20 t, vitesse maximum : 00 km/h. - 30 places assises. - Mis hors service en 1960.    | Opérationnelle |       |
| 7386                      | Compagnie Générale des Tramways d’Anvers (CGTA), 1907                         | - 00 m, 00 t, vitesse maximum : 00 km/h. - Mis hors service en 1975.                         | Opérationnelle |       |
| PCC 2000                  | La Brugeoise et Nivelles, 1960                                                | - 00 m, 16,4 t, vitesse maximum : 00 km/h. - 29 places assises. - Mis hors service en 1999.  | Opérationnelle |       |
| PCC 7001                  | La Brugeoise et Nivelles, 1960                                                | - 00 m, 16,4 t, vitesse maximum : 00 km/h. - 29 places assises. - Mis hors service en 2023.  |                |       |

### Autobus (Bus)
| Matricule       | Constructeur et date                 | Informations techniques                  | État actuel | Photo |
| --------------- | ------------------------------------ | ---------------------------------------- | ----------- | ----- |
| 45              | FN, 1938                             | - 00 m, 00 t, vitesse maximum : 00 km/h. |             |       |
| 1842            | SNCV Hasselt - Brossel/Leyland, 1959 | - 00 m, 00 t, vitesse maximum : 00 km/h. |             |       |
| SNCV Gyrobus G3 | Maschinenfabrik Oerlikon, 1955       | - 00 m, 00 t, vitesse maximum : 00 km/h. |             |       |

### Voitures à voyageurs & fourgon
| Matricule | Constructeur et date                                  | Informations techniques                                                               | État actuel                          | Photo |
| --------- | ----------------------------------------------------- | ------------------------------------------------------------------------------------- | ------------------------------------ | ----- |
| A.1209    | SNCV, 1907                                            | - Voiture à deux essieux.                                                             | Hors service (exposée statiquement). |       |
| B.2227    | SNCV, 1899                                            | - Fourgon à bagages à deux essieux. - Ce fourgon est le plus ancien de la collection. | Hors service (exposée statiquement). |       |
| 1660      | Compagnie Générale des Tramways d’Anvers (CGTA), 1922 | - Remorque à deux essieux. - 5,6 t. - 17 places assises.                              |                                      |       |

## Fonds archivistique
Après la scission de la SNCV, la partie flamande (qui reprenait le Brabant wallon avant la scission de cette province) des archives de l'entreprise a été transférée à la nouvelle société "De Lijn". Grâce à l'intervention personnelle du premier conservateur, Eric Keutgens, ces archives ont été conservées et entreposées au musée. La section des archives de Flandre occidentale a ensuite été reprise par le service des archives de la province de Flandre occidentale à Bruges.
L'un des volets les plus intéressants de ce fonds est constitué par les projets d'implantation de nouvelles lignes, les montages financiers (à l'époque, ces projets étaient souvent mis en concession auprès d'entreprises privées, généralement constituées pour l'occasion). Le fonds est consultable sur demande.
Le VlaTAM conserve également des archives techniques issues de ses ateliers ou des marchés publics d'acquisition de matériel, ainsi qu'un fonds photographique et filmographique constitué notamment de legs d'amateurs.

## Véhicules fonctionnels
Un petit nombre de tramways et d'autobus sont opérationnels et sont utilisés sur le réseau anversois pour des événements et à des fins de location.